# Sainte-Anastasie (Gard)
Sainte-Anastasie (okzitanisch: Senta Anastasiá) ist eine südfranzösische Gemeinde mit 1744 Einwohnern (Stand: 1. Januar 2022) im Département Gard in der Region Okzitanien. Sie gehört zum Arrondissement Nîmes und zum Kanton Uzès. Die Einwohner werden Anastasiens genannt.
Die vier Ortschaften Aubarne, Campagnac, Russan und Vic gehören zur Gemeinde.

## Lage
Sainte-Anastasie liegt etwa elf Kilometer nordnordwestlich des Stadtzentrums von Nîmes am Gardon, in den hier der Bourdic mündet. Umgeben wird Sainte-Anastasie von den Nachbargemeinden Garrigues-Sainte-Eulalie und Bourdic im Norden, Blauzac im Nordosten, Sanilhac-Sagriès im Nordosten und Osten, Poulx im Osten und Südosten, Nîmes im Süden, Dions im Westen sowie Saint-Chaptes im Nordwesten.

## Bevölkerungsentwicklung
| Jahr                       | 1962 | 1968 | 1975 | 1982 | 1990 | 1999 | 2006 | 2020 |
| Einwohner                  | 706  | 708  | 732  | 870  | 1028 | 1270 | 1557 | 1740 |
| Quellen: Cassini und INSEE |      |      |      |      |      |      |      |      |

## Sehenswürdigkeiten
- Gorges du Gardon, Naturreservat (Canyon)
- Brücke Saint-Nicolas de Campagnac, Monument historique
- Priorei Saint-Nicolas
- Kirchen in Aubarne, Russan und Vic
- Höhlen mit Malereien der frankokantabrischen Höhlenkunst (Jungpaläolithikum)

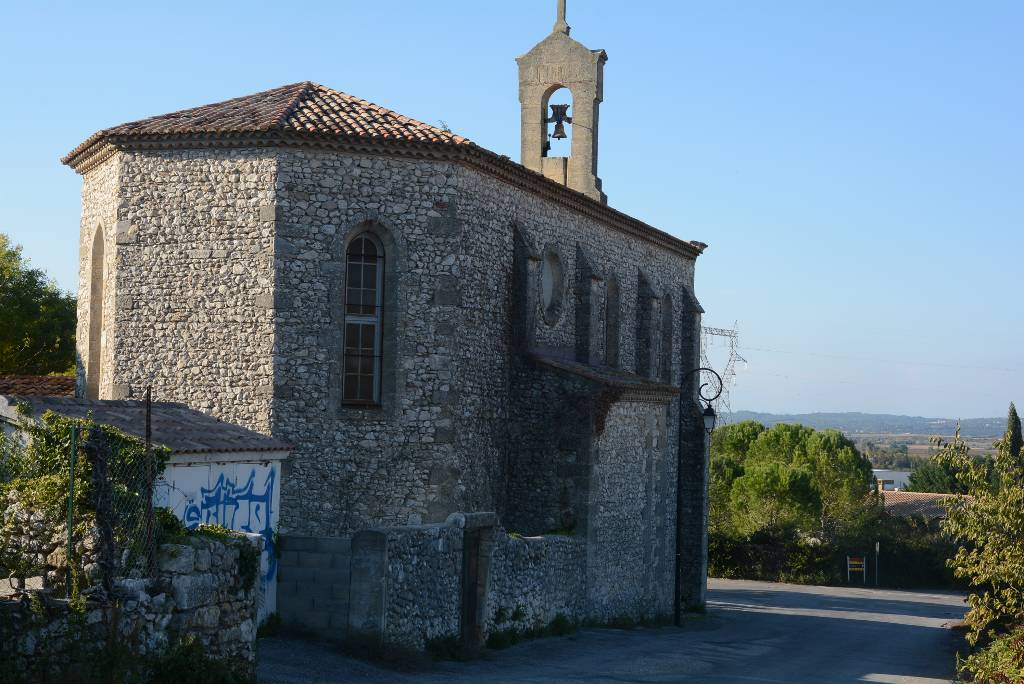
Kirche in Aubarne
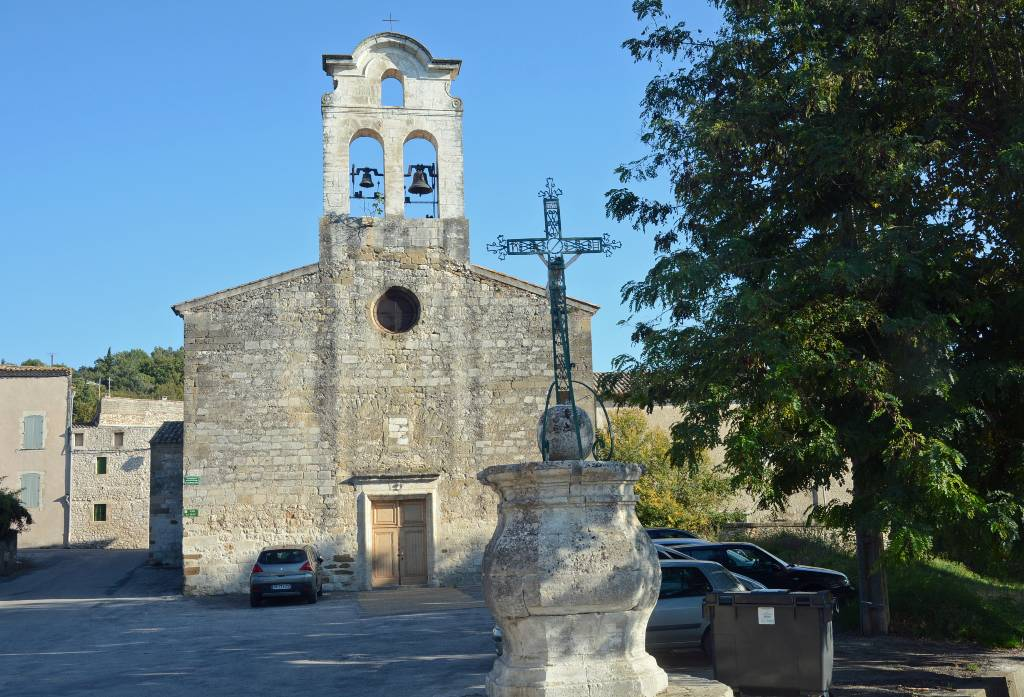
Kirche in Russan
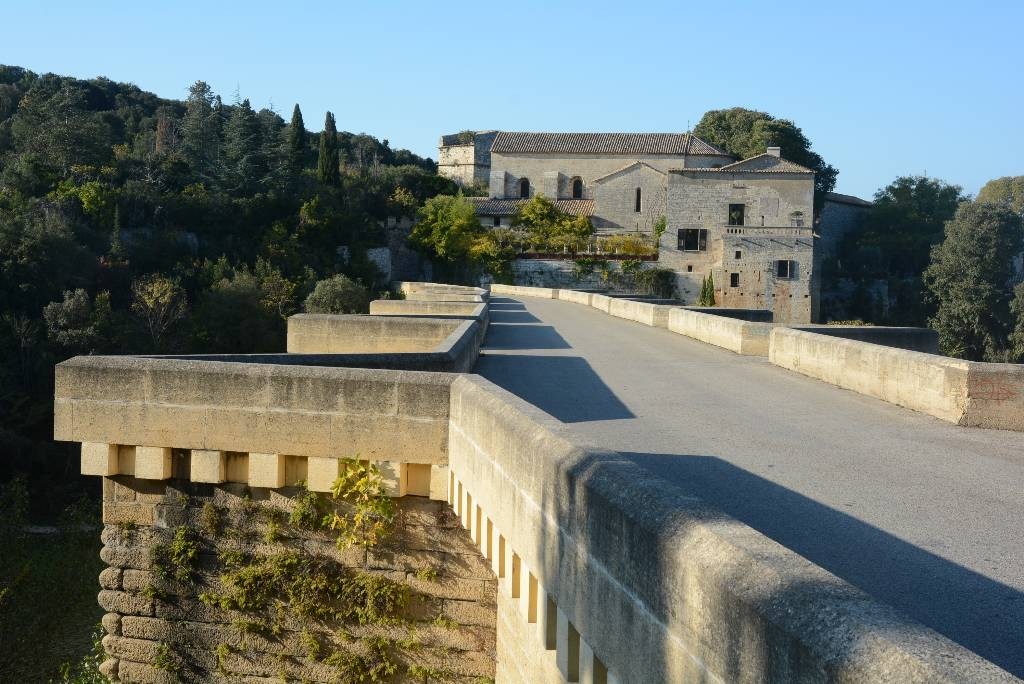
Brücke und Priorei Saint-Nicolas in Campagnac
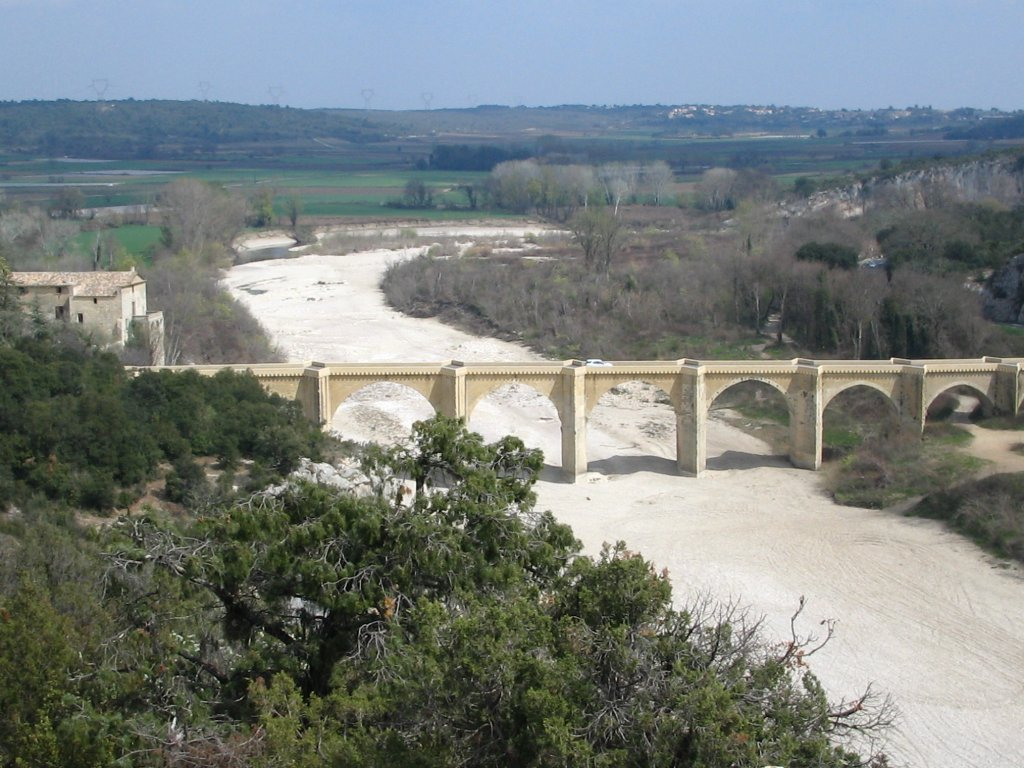
Brücke Saint-Nicolas
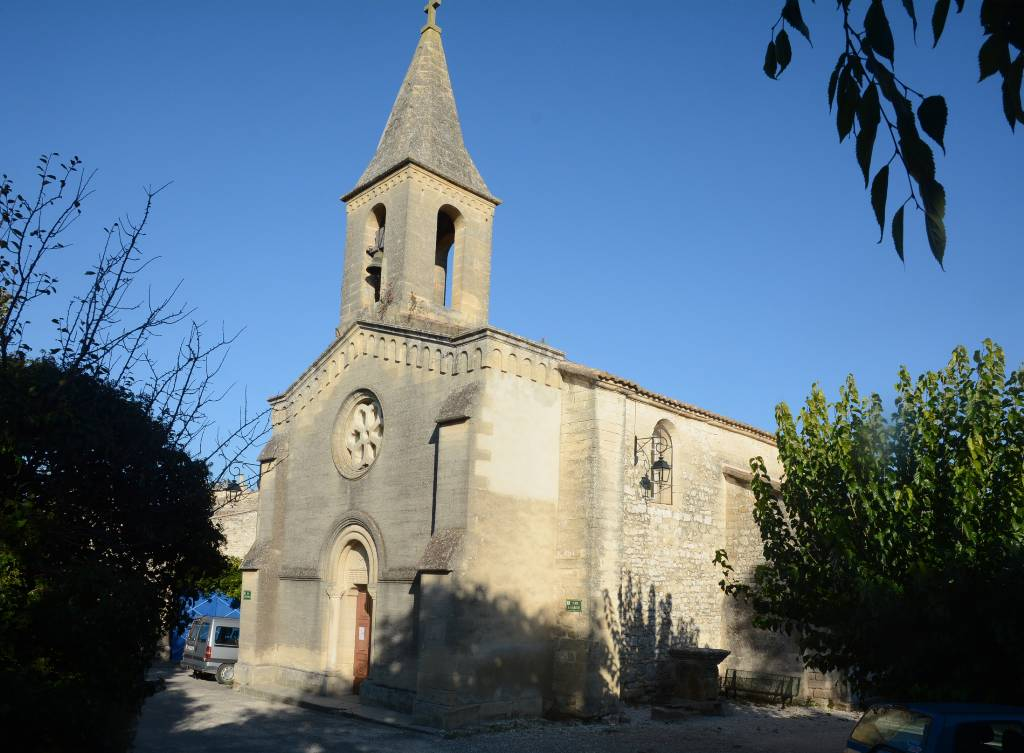
Kirche in Vic